# Італійська міфологія
Італійська міфологія - вірування, що сформувалися у народів, які населяли Апенінський півострів на основі змішування кельтських, давньонімецьких, античних та інших елементів.

## Окремі міфологічні істоти

### Барабао
У фольклорі венеційців злісна істота, яка нікому не дає спокою. Найбільше чіпляються до жінок: залазять на груди, перетворившись на нитки й кричать різні неподобства. Тільки жінка його збирається прибити, як він одразу зникає. Із задоволенням підглядають у замкові щілини, ховаються під ковдрами. Зріст - усього 2-3 фути, одяг - увесь червоний, як і шапки. 

### Гіани
Духи, що мешкають у лісах та печерах. Чудові вишивальниці (здебільшого це - жінки) та кравчині. Можуть знаходити скарби та плоди. Своїм співом заманюють людей та висмоктують з них кров. Тільки людина чує перші такти мелодії - пиши пропало. Вона застигне на місці, як укопана. Тоді гіана кинеться на нього, висмокче кров і вб'є. Через ти дні, за міфами, вона народить дитя, яке любитиме сире м'ясо. 

### Дракон Ла-Трініта
Історію про нього записала Мері Ловет Камерон, письменниця та мандрівниця. Вперше її опублікували у вип. 21 британського журналу "Фольклор" (1910). Колись давно дракон жив у печері в горах, де зараз монастир Ла-Трініта. За легендою, він так знахабнів, що навіть з'їв двох чи трьох монахів. Та і простими людьми не гребував. І граф Сфорца вирішив перемогти дракона. Але той сховався у печеру. Так він робив завжди, коли бачив людину зі зброєю. Тоді повісив граф червоний прапорець на кінець піки та й просунув у печеру. Дракон думав, що то шматок м'яса та побіг до нього.Герцог прибрав піку, дракон так з роззявленою пащею і вискочив. Тоді герцог увігнав дракону в горлянку піку й протикав його,поки той не здох. Як говорить легенда, і зараз його величезна щелепа зберігається у монастирі.
Легенд про подібних драконів багато в різних регіонах Італії.

### Моначеллі
Одягаються у сутани монахів та маленькі червоні гострі ковпачки. Перекидаються на кицьок. Пересуваються так швидко, що їх неможливо розглянути. Якщо людина схопить його за кінець ковпачка, то дуже швидко збагатіє. За ковпачок моначеллі ладні віддати все, бо без нього негайно гинуть. Але спочатку слід отримати скарб, а потім віддати ковпачок, інакше скарб знову повернеться на своє місце. Їх заняття - жорстокі жарти над людьми. Можуть уві сні защипати та залоскотати до напівсмерті, перебити у кухні увесь посуд, у молодої дівчини - відрізати косу й забрати з собою її. Якщо не вдасться вбити моначеллі, то він мститиме до кінця днів того, хто його образив.

### Паваро
Особливі істоти з головою собаки, вогненними очима та величезною пащею (порівняй песиголовці). З пащі стирчать величезні залізні зуби, а руки тягнуться на кілька метрів.
Але не дивлячись на такий жахливий вигляд, вони ловлять злодіїв і відкушують їм навіть не руки чи пальці, а... нігті. 

### Сервани
Духи, дуже схожі на слов'янських домовиків. Живуть біля вогнищ. Якщо їм щось не подобається, то знущаються над мешканцями будинку. Людина в жодному разі не повинна показувати, що жарти сервана її вже зовсім довели. Якщо до нього ставитися поблажливо, він вірно служитиме лише за блюдце вершків.